# Lac de Kastráki
Pour les articles homonymes, voir Kastráki.
 (signalé en mai 2025).
Si vous disposez d'ouvrages ou d'articles de référence ou si vous connaissez des sites web de qualité traitant du thème abordé ici, merci de compléter l'article en donnant les références utiles à sa vérifiabilité et en les liant à la section « Notes et références ».
- Archive Wikiwix
- Bing
- Cairn
- DuckDuckGo
- E. Universalis
- Gallica
- Google
- G. Books
- G. News
- G. Scholar
- Persée
- Qwant
- (zh) Baidu
- (ru) Yandex
- (wd) trouver des œuvres sur Wikidata

Le lac de Kastráki, en grec moderne : Λίμνη Καστρακίου, est un lac de barrage du district régional d'Étolie-Acarnanie en Grèce-Occidentale.
Il est situé près des villages de Kastráki (el) et de Bambalió (el), sur le lit du fleuve Achéloos, dans la zone où il rejoint son affluent, la rivière Inachos. La surface du lac qui a été créé est de 28 km2 et contient 1 000 000 m3 d'eau. Les eaux ont recouvert la quasi-totalité de la zone des villages de Malatéika (el) et de Bambalió, presque tous les habitants ont été contraints de partir, mais un petit nombre d'entre eux se sont réinstallés dans les zones riveraines du lac. Le barrage du lac (el) est haut de 95 mètres, long de 530 mètres et épais de 380 mètres à sa base. Le lac a été créé également par un second barrage. Une centrale hydroélectrique a été créée. 